# Cratere Faro
Faro è un cratere sulla superficie di Rea.